# جاك كامن
جاك كامن (بالإنجليزية: Jack Kamen)‏ هو فنان قصص مصورة ورسام توضيحي أمريكي، ولد في 29 مايو 1920 في بروكلين في الولايات المتحدة، وتوفي في 5 أغسطس 2008 بسبب سرطان.

## وصلات خارجية
- جاك كامن على موقع IMDb (الإنجليزية)
- جاك كامن على موقع إن إن دي بي (الإنجليزية)